# Fetabborrtjärnen (Lycksele socken, Lappland)
Fetabborrtjärnen är en sjö i Lycksele kommun i Lappland och ingår i Umeälvens huvudavrinningsområde. Sjön har en area på 0,0759 kvadratkilometer och ligger 328 meter över havet.

## Delavrinningsområde
Fetabborrtjärnen ingår i det delavrinningsområde (718104-161730) som SMHI kallar för Inloppet i Bålforsens Dämningsomr. Medelhöjden är 333 meter över havet och ytan är 16,14 kvadratkilometer. Räknas de 876 avrinningsområdena uppströms in blir den ackumulerade arean 11 488,43 kvadratkilometer. Avrinningsområdets utflöde Umeälven mynnar i havet. Avrinningsområdet består mestadels av skog (93 procent). Avrinningsområdet har 0,15 kvadratkilometer vattenytor vilket ger det en sjöprocent på 0,9 procent.